# Albingaunia Sport 1933-1934
Questa voce raccoglie le informazioni riguardanti l'Albingaunia Sport nelle competizioni ufficiali della stagione 1933-1934.

## Rosa
| N. |                   | Ruolo | Calciatore         |
| -- | ----------------- | ----- | ------------------ |
|    | Italia (bandiera) | A     | Albini             |
|    | Italia (bandiera) | D     | Mario Balloni      |
|    | Italia (bandiera) | D     | Borzachiello       |
|    | Italia (bandiera) | A     | Giovanni Cappanera |
|    | Italia (bandiera) | D     | Annibale Enrico    |
|    | Italia (bandiera) | C     | Mario Facollo      |
|    | Italia (bandiera) | A     | Adolfo Forneris    |
|    | Italia (bandiera) | C     | Giuseppe Guido     |

| N. |                   | Ruolo | Calciatore      |
| -- | ----------------- | ----- | --------------- |
|    | Italia (bandiera) | D     | Elmore Mascardi |
|    | Italia (bandiera) | C     | Marino Moretti  |
|    | Italia (bandiera) | D     | Mario Puppo     |
|    | Italia (bandiera) | A     | Edoardo Rossi   |
|    | Italia (bandiera) | A     | Nino Rota       |
|    | Italia (bandiera) | P     | Pietro Stringa  |
|    | Italia (bandiera) | D     | Carlo Zarri     |